# DKW
DKW је био немачки произвођач аутомобила и мотоцикала. Компанија и бренд је један од претка модерног Аудија, као један од четири компаније које формирају Ауто унион.
Дански инжењер Јорген Скафте Расмусен је 1916. године, основао фабрику у Цшопауу, Саксонија, Немачка, за производњу арматуруе за парна постројења. Исте године је покушао да произведе аутомобил на парни погон, под називом DKW. Иако неуспешан покушај, он је својј двотактни мотор з 1919. године, назвао Des Knaben Wunsch, што значи "дечакова жеља". Мало измењену верзију овог мотора је уградио у мотоцикл назвавши га Das Kleine Wunder, "мало чудо" и то је у ствари почетак DKW бренда, који је у касним 1920-тим постао највећи произвођач мотоцикала на свету.
Четири ауто произвођача Хорх, Ауди, ДКВ и Вандерер су се 29. јуна 1932. године, спојили формирајући Auto Union AG, Кемниц. Након Другог светског рата, ДКВ се преселио у Западну Немачку, а у оригиналној фабриици постаје предузеће МЗ.  Ауто унион је од 1957. године у власништву Дајмлер-Бенца да би 1964. године био купљен од стране Фолксваген групе. Последњи произведен аутомобил са знаком DKW био јеФ102, чија је производња престала 1966. године, а његов наследник, четворотактни Ф103, појављује се на тржиште под марком Ауди.
Аутомобили са ознаком DKW производили су се и даље по лиценци у Бразилу до 1967. и Аргентини до 1969. године. DKW заштитни знак је тренутно у власништву Auto Union GmbH, подружнице у власништву компаније Audi AG, која је и власник права над другим историјским ознакама и интелектуалном својином Ауто унион комбината.

## Аутомобили произведени између 1928. и 1942. године
DKW возила су од 1928. до 1966. године, осим прекида насталог због Другог светског рата, увек користи двотактне моторе, што чини да компанија од краја 1920. године, постаје највећи произвођач мотоцикала на свету. Први DKW аутомобил, мали и врло сиров тип П, појавио се 7. маја 1928. године и наставио је да се производи у фабрици у Шпандау (Берлин), прво као роудстер, а касније као модеранспортски аутомобил, све до 1931. године.
Значајнији низ јефтиних аутомобила прозведен је 300 km на југу у Цвикау, у фабрици стеченој када је Audi Werke AG постао већински власник. Модели Ф1 до Ф8 (Ф за фронт-напред) су произведени између 1931. и 1942. године, и то је био први производни капацитет у Европи за производњу аутомобила са погоном на предње точкове. Мотор је био попречно постављен, са два цилиндра, запремине 584 или 692 cm³, максималне снаге само 15 КС, а од 1931. године избор између 18 и 20 КС (15 kW). Ови модели су имали генератор који је као стартер, монтиран директно на радилице, познат као Dynastart. DKW у Цвикауу произвео отприлике 218.000 јединица између 1931. и 1942. године. Већина аутомобила је продато на домаћем тржишту, а преко 85% од произведених DKW модела у 1930. били су мали аутомобили Ф серије. DKW достигао друго место у продаји аутомобила на немачком тржишту током 1934. године, а 189.369 продатих аутомобила између 1931. и 1938. године, чинило је више од 16% немачког тржишта.
Између 1929. и 1940. године, DKW производи мање познате, али технички интригантне са погоном на задње точкове аутомобиле под називом (између осталих имена) Schwebeklasse и Sonderklasse са двотактним В4 моторима. запремине 1000 cm³, а касније 1.100 cm³. Мотори су имали два додатна цилиндре за присилну индукцију, па су се појавили као В6 мотори, али без свећица на предњем пару цилиндара.
DKW је 1939. године, направио прототип са три цилиндра, запремине од 900 cm³, снаге 30 КС (22 kW) и максималне брзине 115 km/h. Овај модел је пуштен у производњу после Другог светског рата, прво као Industrieverband Fahrzeugbau (ИФА) Ф9 (касније Вартбург) у Цвикау, Источна Немачка, а убрзо након тога у DKW фабрици у Диселдорфу као 3 = 6 или Ф91.
ДКВ моторе је користио и Саб за свој двотактни модел, Саб 92 из 1947. године.

## Аутомобили произведени након 1945. године
Ауто унион са седиштем у Саксонији припао је ДДРу те је било потребно мало времена да се прегрупише после рата. Компанија је 1949. године регистрована у Западној Немачкој као Auto Union GmbH, најпре као продавац резервних делова, али ускоро преузима производњу мотоцикла DKW RT 125 и нове испоруке комбија под имено Schnellaster Ф800, који је користио исти мотор као последњи Ф8 направљен пре рата. Њихов први производни погон формиран је у Диселдорфу.
Њихов први аутомобил је био Ф89 користећи каросерију од прототипа Ф9 направљен пре рата са двоцилиндричним, двотактним мотором од последњег Ф8. Производња је трајала од 1953. до 1955. године, док није замењен успјешнијим троцилиндричним мотором који је дошао са моделом Ф91 који је замењен већим моделом Ф93 у 1956. години. Ф91 и Ф93 је имао троцилиндрични двотактни мотор запремине 900 cm³, снаге код првих испорука 25 kW (34 КС) и последњих 28 kW (38 КС). Систем за паљење састоји три независна скупа аутоматских прекидача и калемова, по један за сваки цилиндар, са тачке постављен у групи на предњем крају радилице.
Модел Ф93 производио се до 1959. године када је замењен моделом Ауто унион 1000. Овај модел се производио са двотактним мотором, запремине 1.000 cm³, са снагом 33 kW (44 КС) или 37 kW (50 КС) у С верзији до 1963. године. Током ове транзиције, производња је премештена из Диселдорфа у Инголштата, где је Ауди имао своју производњу. Од 1957. године, аутомобили су могли бити опремљени саксоматом, варијантом аутоматског квачила, први пут ова опција за мале аутомобиле. У последњој верзији Ауто унион 1000 С имао диск кочнице као опцију. Спортска варијанта са 2 + 2 седишта била је доступна као Ауто унион 1000 Сп од 1957. до 1964. године, у првим годинама само као купе и од 1962. и као кабриолет.
Године 1956, производи врло редак модел Монца у малој серији по приватној иницијативи, као спортски двосед са каросеријом од фибергласа на стандардној шасији модела Ф93. Назив је добио по имену аутодрома Монца у Италији. Број произведених јединица је око 230 и производња је завршена до краја 1958. године.
Много успешнији низ аутомобила је произведен од 1959. године, који је заснован на Јуниор / Ф12 серији грађени по модерном концепту из касних 1950-их. Опсег се састоји од Јуниор (основни модел) направљен од 1959. до 1961. Године, Јуниор де лукс (мало побољшана верзија) од 1961. до 1963. Године, Ф11 (мало већи модел), Ф12 (још већи и са већим мотором) од 1963. до 1965. године, и Ф12 (45 ПС) роадстер од 1964. до 1965. Године. Јуниор / Ф12 серија је постала веома популарна, те су многи модели проиведени у великим серијама. У Ирској је формирана фабрика која је по лиценци DKW-а склапала разне моделе возила и у периоду између 1952. и 1964 произвела приближно 4.000 јединица што лимузина, комбија и мотоцикала и комерцијалних комбајна. То је била једина DKW фабрика ван Немачке у Европи.
Троцилиндрични, двотактни мотор давао јепослератним аутомобила неки спортски потенцијал и чини основу за многе рели победе DKW-а у 1950-им и раним 1960-им, тако је DKW био бренд са највише победа у Европској рели лиги неколико година током педесетих година.
1960, године DKW развио В6 мотор комбинујући два троцилиндрична двотактна мотора, са запремином од 1.000 цц. Капацитет је повећаван тако да коначна В6 верзија у 1966. имао капацитет од 1.300 куб који је развио 62 kW (83 КС) при 5000 рпм користећи стандардну конфигурацију са два карбуратора. Четворо-карбуратор верзија производила је 75 kW (101 КС), а верзија са шест карбуратора 97 kW (130 КС). Мотор је имао само 84 kg. Планирано се В6 користи у моделу Мунга и Ф102. Произведено је око 100 ових мотора у сврху тестирања од којих је 13 уграђено у Ф102 а неки модел Мунга у току 1960. године.
Последњи DKW модел је био Ф102, долази у производњу 1964. године као замена за Ауто унион 1000 застарелог изгледа. Међутим, Ф102 врло лоше продавао у великој мери захваљујући двотактном технологијом мотора која је била на граници свог развоја, што доводи до тога да Даимлер-Бенз жели да се растерети Ауто униона и продаје га Фолксвагену. Аутомобил је поново пројектован са четворотактним мотором и поновно лансиран под васкрслим брендом Ауди као Ф103. Прелазак на четворотактне моторе означио крај DKW-а бренда, као и поновно рођење бренда Ауди.
Од 1956. до 1961. године, холандски увозник Hart, Nibbrig & Greve почиње монтажу аутомобила у напуштеној фабрици асфалта у Сасенхајму, где је било 120 запослених радника, и два транспортера. Они су увозили DKW аутомобиле у киту из Диселдорфа и на тај начин монтирали око 13.500 аутомобила. Када је DKW преселила производњу увоз китова је заустављен, јер је постало прескупо.

## DKW у Јужној Америци
Од 1956. до 1967. године, DKW возила су се производила у Бразилу од стране локалне компаније Вемаг (Veículos e Máquinas Agrícolas S.A., "Vehicles and Agricultural Machinery Inc."). Вемаг је истовремено склапао камионе Сканиа Вабис све док то није постала независна компанија у јулу 1960. године. Првобитни планови су били да се производи теренц (Мунга) под називом Цанданго и програм лимузина са четворо врата, под називима Вемагует и Белкар. Први модел који је произведен био је модел Ф91, запремине 900 cm³ са називом Ф91 Универзална а Белкар и Вемагует су имена која су коришћена касније.
1958. године покренута је производња модела Ф94 са четворо врата лимузина и караван, који су почетком 1960-их преименовани Белкар и Вемагует. Компанија такође производи луксузни купе (DKW Fissore) и теренац Мунга (локално назван Цанданго). У 1960. Вемаг аутомобили су добио већи мотор од једне литре и 50 КС (37 kW), који је уграђиван у Ауто унион 1000.
Вемаг је имао успешн званични рејсинг тим, са купе аутомобилом од фибергласа GT Malzoni. Овај пројекат је утемељио познати бразилски бренд спортских аутомобила Пума. Бразилска модел Ф94 је побољшан са неколико козметичких промена и почео је све више и више да се разликује од немачких и аргентинских модела. Вемаг имао капитала за улагање у нове производе, али је дошао под притисак владе да споји са Фордом. У раздобљу 1964.1965 године Фолксваген постепено преузима акције Ауто униона, а Вемаг постаје мањински власник, да би 1967. године Фолксваген купио и остатак акција. Фолксваген убрзо је почео укидање производње DKW-Вемаг и увођење свог модела Фолксваген 1600 купе у старој Вемаг фабрици, после укупно 109,343 DKW-Вемаг произведених аутомобила.
DKW возила су прављена и у Аргентини од 1960. до 1969. године у фабрици IASF S.A. (Industria Automotriz Santa Fe Sociedad Anónima) у граду Sauce Viejo, Санта Фе. Најлепши су били аутомобили Cupé Fissore, који су возила многа позната имена (Хулио Соса, Цезар Луис Меноти и други). Остали модели који су се производили у овој фабрици били су Ауто унион 1000 С Седан (21.797 примерака је произведено до 1969. године), Ауто унион 1000 С (6.396 примерака је произведено до 1969. године). и комби/пик-ап. Последња верзија Ауто унион комби/пик-ап (ДКВ Ф1000 Л), коју је производила ова фабрика, лансиран је 1969. године, и након неколико месеци је купила фирма ИМЕ (Industrias Aeronáuticas y Mecánicas del Estado), која је наставила производњу до 1979. године.
|  |  |

## Комби и теренска возила
Теренско возило DKW Мунга је производио Ауто унион у Инголшадту. Производња је почела у октобру 1956, а окончана је у децембру 1968. године, са 46,750 произведених јединица.
Од 1949. до 1962. године, DKW производио своје доставно возило DKW Schnellaster. Шпанска подружница ИМОСА производи модерног наследника од 1963. године DKW П 1000 Л. Овај комби је у почетку имао мотор са три цилиндра, запремине 1000 cm³, али је касније замењен дисел мотором Мерцедесове производње и 1975. године је преименован у Мерцедес-Бенз.

## DKW аутомобили

### Модели са погоном на задње точкове Берлин-Спандау (1928—1940)
| Тип                       | Година производње | Цилиндри | Запремина | Снага                 | Макс. брзина |
| ------------------------- | ----------------- | -------- | --------- | --------------------- | ------------ |
| тип П (15 ПС)             | 1928/1929         | 2 у реду | 584 cm³   | 15 ПС (11 kW)         | 80 km/h      |
| тип П 4=8 (25 ПС)         | 1929              | 4 V      | 980 cm³   | 25 ПС (18,4 kW)       | 90 km/h      |
| тип ПС 600 спорт          | 1930/1931         | 2 у реду | 584 cm³   | 18 ПС (13,2 kW)       | 100 km/h     |
| тип В 800 4=8             | 1930/1931         | 4 В      | 782 cm³   | 20 ПС (14,7 kW)       | 85 km/h      |
| тип В 1000 4=8            | 1931/1932         | 4 В      | 990 cm³   | 25 ПС (18,4 kW)       | 90 km/h      |
| тип 432 специјална класа  | 1932              | 4 В      | 990 cm³   | 25 ПС (18,4 kW)       | 95 km/h      |
| тип 1001 специјална класа | 1932–1934         | 4 В      | 990 cm³   | 26 ПС (19,1 kW)       | 90 km/h      |
| избалансирана класа       | 1934/1935         | 4 В      | 990 cm³   | 26−30 ПС (19,1−22 kW) | 90 km/h      |
| избалансирана класа       | 1935–1937         | 4 В      | 1054 cm³  | 32 ПС (23,5 kW)       | 95 km/h      |
| специјална класа          | 1937–1940         | 4 В      | 1054 cm³  | 32 ПС (23,5 kW)       | 95 km/h      |

### Модели са погоном на предње точкове из Цвикауа (1931—1942)
| Тип                           | Година производње | Цилиндри | Запремина | Снага           | Макс. брзина |
| ----------------------------- | ----------------- | -------- | --------- | --------------- | ------------ |
| Ф1 ФА 600                     | 1931/1932         | 2 у ред  | 584 cm³   | 15 ПС (11 kW)   | 75 km/h      |
| Ф2 висока класа 601           | 1932/1933         | 2 у ред  | 584 cm³   | 15 ПС (11 kW)   | 75 km/h      |
| Ф2 луксузна класа             | 1933–1935         | 2 у ред  | 584 cm³   | 18 ПС (13,2 kW) | 80 km/h      |
| Ф2 висока класа 701           | 1933–1935         | 2 у ред  | 692 cm³   | 20 ПС (14,7 kW) | 85−90 km/h   |
| Ф4 висока класа               | 1934/1935         | 2 у ред  | 692 cm³   | 20 ПС (14,7 kW) | 85 km/h      |
| Ф5 луксузна класа 600         | 1935/1936         | 2 у ред  | 584 cm³   | 18 ПС (13,2 kW) | 80 km/h      |
| Ф5 висока класа 700           | 1935/1936         | 2 у ред  | 692 cm³   | 20 ПС (14,7 kW) | 85 km/h      |
| Ф5К двосед 600                | 1936              | 2 у ред  | 584 cm³   | 18 ПС (13,2 kW) | 80 km/h      |
| Ф5 Фронт луксуз кабриолет 700 | 1936/1937         | 2 у ред  | 692 cm³   | 20 ПС (14,7 kW) | 85 km/h      |
| Ф5К Фронт луксуз спорт 700    | 1936/1937         | 2 у ред  | 692 cm³   | 20 ПС (14,7 kW) | 90 km/h      |
| Ф7 луксузна класа 600         | 1937/1938         | 2 у ред  | 584 cm³   | 18 ПС (13,2 kW) | 80 km/h      |
| Ф7 висока класа 700           | 1937/1938         | 2 у ред  | 692 cm³   | 20 ПС (14,7 kW) | 85 km/h      |
| Ф7 Фронт луксуз кабриолет     | 1938              | 2 у ред  | 692 cm³   | 20 ПС (14,7 kW) | 85 km/h      |
| Ф8 луксузна класа 600         | 1939/1940         | 2 у ред  | 589 cm³   | 18 ПС (13,2 kW) | 80 km/h      |
| Ф8 Фронт луксуз кабриолет 700 | 1939/1940         | 2 у ред  | 692 cm³   | 20 ПС (14,7 kW) | 85 km/h      |
| Ф8 висока класа 700           | 1939–1942         | 2 у ред  | 692 cm³   | 20 ПС (14,7 kW) | 85 km/h      |
| Ф9 (прототип)                 | планирано од 1940 | 3 у ред  | 896 cm³   | 28 ПС (20,6 kW) | 110 km/h     |

### Модели са погоном на предње точкове из Инголштата и Диселдорфа (1950—1968)
Ауто унион је до 1968. године производио аутомобиле под називом DKW.
| Тип                  | Година производње                         | Цилиндри        | Запремина   | Снага                   | Макс. Брзина |
| -------------------- | ----------------------------------------- | --------------- | ----------- | ----------------------- | ------------ |
| DKW Schnellaster     | 1949–1962                                 | 2 bzw. 3 у реду | 688–896 cm³ | 20–32 ПС (14,7–23,5 kW) | 70–90 km/h   |
| Ф89 висока класа     | 1950–1954                                 | 2 у реду        | 684 cm³     | 23 ПС (16,9 kW)         | 95–100 km/h  |
| Ф91 специјална класа | 1953–1957                                 | 3 у реду        | 896 cm³     | 34 ПС (25 kW)           | 110–120 km/h |
| Ф91/4 Мунга          | 1954–1956 – nur Vorserie – Versuchsträger | 3 у реду        | 896 cm³     | 38 ПС (27,9 kW)         | 98 km/h      |
| Ф93/94 више DKW 3=6  | 1955–1957                                 | 3 у реду        | 906 cm³     | 38 ПС (27,9 kW)         | 123 km/h     |
| Монца                | 1956                                      | 3 у реду        | 896 cm³     | 40 ПС (29 kW)           | 130 km/h     |
| Ф91/4 Мунга          | 1956–1959                                 | 3 у реду        | 896 cm³     | 40 ПС (29 kW)           | 98 km/h      |
| Монца                | 1957/1958                                 | 3 у реду        | 980 cm³     | 44−50 ПС (32,3–37 kW)   | 135 km/h     |
| Ф93/94 више DKW 3=6  | 1957–1959                                 | 3 у реду        | 906 cm³     | 40 ПС (29 kW)           | 115 km/h     |
| Ауто унион 1000      | 1957–1960                                 | 3 у реду        | 980 cm³     | 44 ПС (32,3 kW)         | 120–130 km/h |
| Ауто унион 1000 Сп   | 1958–1965                                 | 3 у реду        | 980 cm³     | 55 ПС (40 kW)           | 140 km/h     |
| Ф91 тип 4 + 6 Мунга  | 1958–1968                                 | 3 у реду        | 980 cm³     | 44 ПС (32,3 kW)         | 98 km/h      |
| Ф91 тип 8 продужен   | 1962–1968                                 | 3 у реду        | 980 cm³     | 44 ПС (32,3 kW)         | 95 km/h      |
| Ауто унион 1000 S    | 1959–1963                                 | 3 у реду        | 980 cm³     | 50 ПС (37 kW)           | 125–135 km/h |
| Јуниор               | 1959–1962                                 | 3 у реду        | 741 cm³     | 34 ПС (25 kW)           | 114 km/h     |
| Јуниор де лукс       | 1961–1963                                 | 3 у реду        | 796 cm³     | 34 ПС (25 kW)           | 116 km/h     |
| Ф11                  | 1963–1965                                 | 3 у реду        | 796 cm³     | 34 ПС (25 kW)           | 116 km/h     |
| Ф12                  | 1963–1965                                 | 3 у реду        | 889 cm³     | 40 ПС (29 kW)           | 124 km/h     |
| Ф12 (45 ПС)          | 1964/1965                                 | 3 у реду        | 889 cm³     | 45 ПС (33 kW)           | 127–128 km/h |
| Ф102                 | 1964–1966                                 | 3 у реду        | 1175 cm³    | 60 ПС (44 kW)           | 135 km/h     |

- DKW-Schnellaster
- DKW висока класа (Ф89)
- DKW Мунга
- DKW 3=6 (Ф93)
- DKW Monza
- Ауто унион 1000 С купе
- Ауто унион 1000 Сп
- DKW Јуниор
- DKW Ф102

## DKW мотоцикли и скутери
Током касних 1920-их и до Другог светског рата, DKW је постао највећи произвођач мотоцикала на свету. и пионир предњих аутомобила привода са својим ДКВ Фронт, , заједно са Цитроен Трацтион Авант. DKW 1931. године са својим тимом на чијем челу је био Инг Цолер, почео производњу мотоцикла са мотором "split-single" и овај концепт учинио је да DKW постане доминантан на тркама мотоцикала у лакој и јуниор класи између два рата.
Огранак DKW-а за производњу мотоцикала представља познате моделе, као што је DKW RT 125 који се производио пре и после Другог светског рата. Након Другог светског рата са производњом се почело у оригиналној фабрици у ДДРу која је носила име МЗ где су прављени модели 175, 250 и 350. На име ратне одштете, цртеже за DKW RT 125 добили су Харли-Девидсон у САД и БСА у Великој Британији. Харли-Девидсон по њима ради верзију, познату као Хамер, док их БСА користи за израду модела Бантам. ИФА а касније МЗ настављају производњу све до 1990-их, када се економски више није исплатила производња двотактних мотора. И други произвођачи копирали су DKW дизајн, званично или на неки други начин. То се може видети у сличности многих малих двотактних мотоцикала из 1950. године, укључујући и оне из Јамахе, Восхода, Масератија, и пољског ПЗЛа.

### Модели DKW мотоцикала и скутера
| - DKW ARE 175 - DKW Golem Sesselrad - DKW KM 200 - DKW KS 200 - DKW Lomos Sesselrad - DKW ORE 250 - DKW SB 200 - DKW SB 350 - DKW SB 500 - DKW ZS 500 - DKW ZSW 500 (водено хлађење) | - DKW NZ 250 - DKW NZ 350 - DKW NZ 500 - DKW RT 100 - DKW RT 125 - DKW Sport 250 - DKW SS 500 (водено хлађење) - DKW SS 600 (водено хлађење) - DKW-Hobby-Roller - DKW Hummel | - DKW RT 175 - DKW RT 200 - DKW RT 200H - DKW RT 250 H - DKW RT 250/VS - DKW RT 250/S - DKW RT 250/1 - DKW RT 250/2 - DKW RT 350 S |

- DKW тркачки мотоцикл PRe 500 (1929)
- DKW SS 600 (1929)
- DKW KM 200 (1938)
- DKW NZ 250 (1939)
- [[RT 125|DKW RT 125 W]] (1950)
- DKW RT 200 (1952)
- DKW RT 350 S (1955) у музеју мотоцикала у Ибенбирену
- DKW RT 175 S (1955)
- DKW RT 175 VS (1956)
- DKW Hummel
- DKW скутер Хоби (1954)
- Експрес T. спорт DKW мотором

## Лтература
- Frieder Bach, Woldemar Lange, Siegfried Rauch:DKW MZ : Motorräder aus Zschopau und Ingolstadt. Motorbuch-Verlag.
- Thomas Erdmann: Vom Dampfkraftwagen zur Meisterklasse – Die Geschichte der DKW Automobile 1907–1945. Autovision, Hamburg. . 2003. ISBN 978-3-9805832-7-5. Недостаје или је празан параметар |title= (помоћ)
- Peter Kurze: DKW Meisterklasse – Ein Wagen für die ganze Welt. Delius Klasing, Bielefeld. . 2005. ISBN 978-3-7688-1646-5. Недостаје или је празан параметар |title= (помоћ)
- Woldemar Lange, Jörg Buschmann: Die große Zeit des DKW-Motorradrennsports: 1920–1941. Bildverlag Böttger, Witzschdorf. . 2009. ISBN 978-3-937496-29-0. Недостаје или је празан параметар |title= (помоћ)
- Woldemar Lange, Jörg Buschmann: DKW Zschopau und der Motorradgeländesport: 1920–1941. Bildverlag Böttger, Witzschdorf. . 2012. ISBN 978-3-937496-50-4. Недостаје или је празан параметар |title= (помоћ)
- Linz, Harald; Schrader, Halwart (2008). Die Internationale Automobil-Enzyklopädie. München: United Soft Media Verlag GmbH. ISBN 978-3-8032-9876-8.
- Steffen Ottinger: DKW Motorradsport 1920–1939: Von den ersten Siegen des Zschopauer Zweitakters bei Bahnrennen bis zu den Europameisterschafts-Erfolgen. HB-Werbung und Verlag, Chemnitz. . 2009. ISBN 978-3-00-028611-7. Недостаје или је празан параметар |title= (помоћ)
- Siegfried Rauch, Hrsg. von Frank Rönicke: DKW – Geschichte einer Weltmarke. Motorbuch-Verlag.